# Laguna del Becerro
La laguna del Becerro es una laguna ubicada al oeste del departamento de Santa Cruz, Bolivia en las estribación andinas. Tiene unas dimensiones de 1.014 metros de largo por 890 metros de ancho y una superficie de 52,177 hectáreas o 0,52 km² a una altitud de 1.616 metros sobre el nivel del mar siendo una de las lagunas más altas del departamento. Actualmente se encuentra totalmente seca.